# Карл Генріх Шульц
Карл Генріх Шульц (нім. Carl Heinrich Schultz, 1805—1867) — німецький лікар і ботанік. Його літературна діяльність у галузі ботаніки була присвячена виключно складноцвітим (айстровим). Список його робіт нараховує понад 60 статтів.
Він взяв собі латинізоване ім'я Карл Генріх «Біпонтін» Шульц, (Carl Heinrich 'Bipontinus' Schultz), що є латинізованим посиланням на його місце народження Цвайбрюкен («два мости»). Це було необхідно, тому що за його життя жив інший німецький ботанік — відомий як Карл Генріх «Шульценштейн» Шульц (Carl Heinrich 'Schultzenstein' Schultz).

## Біографія
З 1825 року він вивчав медицину та науки в університеті Ерлангена, де був учнем ботаніка Вільгельма Даніеля Йозефа Коха. У 1827 році він продовжив освіту в Мюнхенському університеті. У 1830 році він здійснив навчальну поїздку до Парижа, а після повернення влаштувався на медичну практику в Мюнхені. З 1832 по 1835 рік він був ув'язнений з політичних мотивів, а після звільнення багато років працював лікарем у лікарні Дайдесгайма (1836–67).
Він спеціалізувався на вивченні складноцвітих і був таксономічним автором багатьох видів родини. У 1840 році Шульц разом з 25 вченими з Пфальца та сусідніх областей заснував POLLICHIA, наукове товариство, назване на честь ботаніка Йохана Адама Полліха (1740—1780). У 1843 році він був обраний членом Німецької академії наук Леопольдина. Шульц був членом багатьох братств. Згідно з епітафією, Шульц був кавалером першого класу баварського ордена Святого Михайла. Його старший брат Фрідріх Вільгельм Шульц (1804—1876) також був ботаніком.

## Праці
Найвідоміші праці:
- Bearbeiten Analysis Cichoriacearum Palatinatus (1841);
- Beitrag zur Geschichte und geographischen Verbreitung der Cassiniaceen (1866).

## Вшанування
У 1866 році Фрідріх Алефельд назвав рід бобових Bipontinia (зараз це синонім Psoralea L.) на його честь. Також на його честь названо рід айстрових Bipontia S.F.Blake (зараз це синонім Soaresia Sch.Bip.).